# Malpighia wilburiorum
Malpighia wilburiorum là một loài thực vật có hoa trong họ Malpighiaceae. Loài này được W.R. Anderson mô tả khoa học đầu tiên năm 1987.